# 3174 Алкок
3174 Алкок (енгл. 3174 Alcock) је астероид главног астероидног појаса чија средња удаљеност од Сунца износи 3,143 астрономских јединица (АЈ).
Апсолутна магнитуда астероида је 11,8.
Назван је по британском астроному Џорџу Алкоку.